# Fernand Legagneux
Fernand Legagneux, né le 27 janvier 1900 à Montivilliers, mort le 18 octobre 1972 à Heugleville-sur-Scie, est un syndicaliste et un homme politique français. Secrétaire général de l'Union départementale CGT de la Seine-Maritime (1936-1939, 1945-1955), il est député communiste de ce département de 1956 à 1958.

## Biographie
Fils d'un menuisier et d'une journalière, Fernand Legagneux est ouvrier maçon. Il milite dès 1925 au parti communiste, tout d'abord dans sa ville natale. La CGTU, dont il est membre actif l'envoie vers 1930 au Havre où le syndicat est en proie à des divisions. Candidat du PCF dans cette ville aux élections législatives de 1932, sans succès, il gagne ensuite Rouen, où il devient en 1936 le secrétaire général de l'Union départementale (UD) de la Confédération générale du travail réunifiée. Il participe aux congrès nationaux de cette centrale syndicale en 1936 à Toulouse et en 1938 à Nantes. Mobilisé en 1939, il est fait prisonnier de guerre le 17 juin 1940 à Dijon et ne revient d'Allemagne qu'en 1945.
Après la guerre, il reprend ses fonctions de dirigeant départemental de la CGT. Il y ajoute la fonction de conseiller général de la Seine-Maritime, élu en 1945 dans le 6e canton de Rouen. Régulièrement présent sur les listes des candidats du PCF lors des élections législatives à partir de 1945, il est élu député de la 1re circonscription de la Seine-Maritime le 2 janvier 1956. Battu en 1958, il en est de même en 1962. Entre-temps il avait été nommé président de l'Union départementale CGT.

## Mandats électoraux
- Conseiller municipal de Rouen : 1945 - 1949
- Conseiller général de la Seine-Maritime (canton de Rouen-6) : 1945 - 1949
- Député de la Seine-Maritime : 2 janvier 1956 - 8 décembre 1958